# 卡斯托蘭 (紐約州)
卡斯托蘭（英語：Castorland）是位於美國紐約州劉易斯縣的村。

## 人口
根據2020年美國人口普查的數據，卡斯托蘭的面積為0.83平方千米，皆為陸地。當地共有人口334人，而人口密度為每平方千米402人。